# Meyerich
Meyerich ist eine Gemarkung und einer der beiden historischen Kernorte der Gemeinde Welver im Kreis Soest in Nordrhein-Westfalen. Bis 1957 war Meyerich eine eigenständige Gemeinde im alten Kreis Soest.

## Geographie
Meyerich ist der südliche Teil des Kernortes von Welver; es ist baulich mit dem nördlich anschließenden Kirchwelver zusammengewachsen. Der ursprüngliche Dorfkern liegt nördlich von Haus Meyerich, einem alten Herrenhaus.

## Geschichte
Seit dem 19. Jahrhundert bildete Meyerich eine Gemeinde im Amt Schwefe des Landkreises Soest im westfälischen Regierungsbezirk Arnsberg. Da die Errichtung des Bahnhofs Welver zwischen Kirchwelver und Meyerich in der Mitte des 19. Jahrhunderts zur Entstehung eines neuen Siedlungsgebietes mit zentralen Einrichtungen für beide Dörfer geführt hatte, wurden die beiden Gemeinden am 1. April 1958 zur neuen Gemeinde Welver zusammengeschlossen.

## Einwohnerentwicklung
| Jahr | Einwohner | Quelle |
| ---- | --------- | ------ |
| 1871 | 0484      | [ 1 ]  |
| 1885 | 0594      | [ 2 ]  |
| 1895 | 0672      | [ 3 ]  |
| 1910 | 0778      | [ 4 ]  |
| 1933 | 1107      | [ 5 ]  |
| 1939 | 1217      | [ 5 ]  |
| 1946 | 1822      | [ 6 ]  |

## Baudenkmäler
Die gesamte Hofanlage Haus Meyerich, die ehemalige evangelische Schule am Pferdekamp 4, das Fachwerkhaus Plass 7 sowie das ehemalige Polizeidienerhaus mit Gefängnis am Schwarzen Weg 10 stehen unter Denkmalschutz.

## Verkehr
Der Bahnhof Welver liegt in Meyerich.

## Persönlichkeiten
- Wolter von Plettenberg (1450–1535), Landmeister in Livland
- Wilhelm Smiths (1847–1925), Ehrenamtmann und Reichstagsabgeordneter